# Wilf Wild
Wilfred Wild (né en 1893, décédé le 12 décembre 1950) est un entraîneur de football anglais qui a travaillé à Manchester City de 1932 à 1946.

## Biographie
Wild rejoint Manchester City en 1920 comme assistant d'Ernest Mangnall, s'occupant principalement des tâches administratives à ses débuts. Mangnall était entraîneur-secrétaire, c'est-à-dire qu'il s'occupait à la fois des affaires sur le terrain mais aussi hors du terrain. Lorsqu'en 1924 Mangnall quitte le club, ce rôle est divisé en deux emplois différents. David Ashworth devient entraîneur, avec la responsabilité d'imaginer la composition de l'équipe et gérer les entraînements, et Wild est appointé comme secrétaire, prenant en main la partie administrative. Wild tiendra ce poste jusqu'en 1932, alors que le siège d'entraîneur était vide après le départ de Peter Hodge vers Leicester City. Wild prend ainsi la barre à City en addition à son travail de secrétaire, ce qui fera réapparaître le métier d'entraîneur-secrétaire au sein du club.
Durant sa première saison en charge, Manchester City atteint la finale de la FA Cup 1933 mais perd 3-0 face à Everton. La saison suivante, Wild parvient à nouveau à atteindre la finale de la FA Cup et s'impose cette fois-ci 2-1 face à Portsmouth. La saison 1933-1934 verra Wild donner sa chance à Frank Swift, qui deviendra le gardien titulaire du club pour les 16 années suivantes. Le succès en FA Cup sera accompagné d'une cinquième place en championnat.
Le début de la saison 1936-1937 sera mitigé, le club n'ayant gagné que deux de leurs dix premiers matchs. À Noël, les résultats s'amélioreront, et le club s'embarquera dans une période d'invincibilité remarquable, parvenant à rester invaincu du 26 décembre jusqu'à la fin de la saison. Le 10 avril City affronte Arsenal, l'équipe à battre des années 1930, et gagne 2-0 afin de confirmer leur statut de candidat au titre. Après une septième victoire d'affiliée en championnat face à Sheffield Wednesday, Manchester City soulève pour la première fois la coupe de champion d'Angleterre.
La saison 1937-1938 sera l'opposé total de la saison précédente. Malgré un style de jeu tourné vers l'attaque qui vaudra aux Citizens d'être élus meilleure attaque du championnat, la saison résultera dans la relégation du club. Manchester City reste encore à ce jour la seule équipe anglaise à avoir été reléguée en étant champion d'Angleterre en titre. Malgré le revers, Wild restera entraîneur, et le club finira cinquième de Second Division. La Football League sera suspendu à cause de la Seconde Guerre mondiale. Wild travaillera avec la direction du club afin d'assurer la survie du club à travers la guerre. Alors que les compétitions de football reprennent leur droit en 1946, Wild demande à la direction qu'ils engagent un nouvel entraîneur. Le 2 décembre, Sam Cowan est engagé et Wild retourne à son ancien poste de secrétaire. Ses quatorze années à la tête du club font de lui l'entraîneur à avoir travaillé le plus de temps au sein du club dans toute son histoire. Il restera secrétaire du club jusqu'à son décès en 1950.